# Passantenliedengasthuis

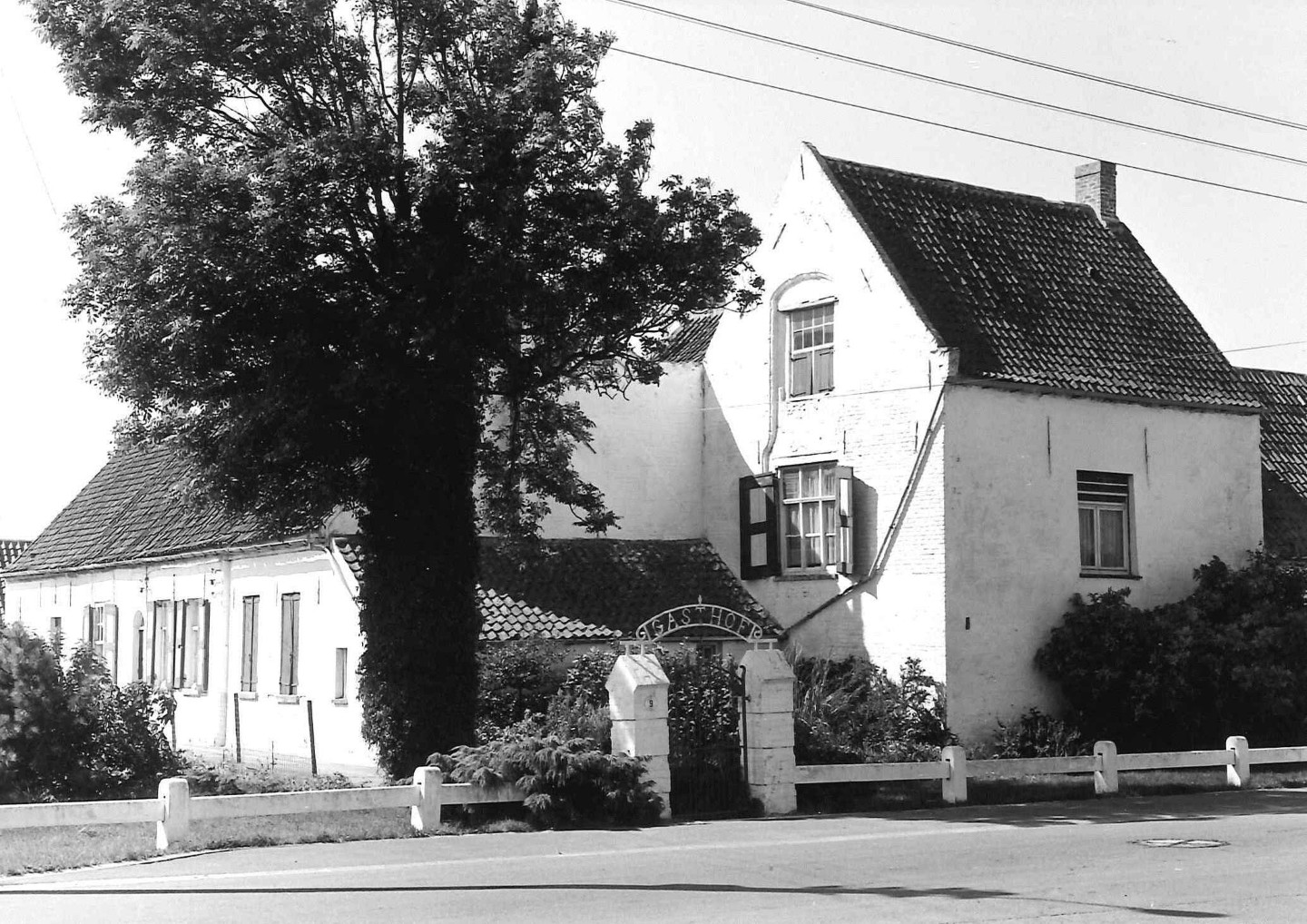
Het gasthof in 1978

Het Passantenliedengasthuis is een boerderij in het tot de West-Vlaamse gemeente Koksijde behorende dorp Wulpen, gelegen aan Dorpsplaats 9.

## Geschiedenis
In 1256 of 1277 werd een gasthuis voor vreemdelingen en behoeftigen opgericht dat beheerd werd door de zusters augustinessen en dat bestuurd werd door de Sint-Niklaasabdij te Veurne. Het huis stond ook wel bekend als Gasthuis Bethania.
In 1553 werd het gasthuis, na een brand, herbouwd maar in 1577 werd het door beeldenstormers verwoest om in 1590 voorgoed verlaten te worden. In de 17e eeuw werd het huis omgebouwd tot hoeve om eind 18e eeuw, als nationaal goed, door de Franse revolutionairen te worden verbeurdverklaard en verkocht.
Begin 21e eeuw rest een L-vormige hoeve, waarvan de kern terug gaat tot de 17e eeuw.